# 提薩納·潘維薩瓦斯
提薩納·潘維薩瓦斯（泰語：ปราโมทย์ ธีระวิวัฒน์，1978年3月14日—），是一名泰國男子羽球運動員。
在2000年和2004年奧運會裡，提薩納·潘維薩瓦斯與帕拉摩·提拉維瓦塔納搭檔，在兩次賽事中獲得第九名。
1999年在汶萊舉辦的東南亞運動會羽球比賽中，提薩納·潘維薩瓦斯與帕拉摩·提拉維瓦塔納一起獲得男子雙打金牌。兩人也在2002年釜山亞運會上獲得銀牌。同年，兩人贏得中國羽球公開賽男子雙打冠軍。兩人在男子雙打項目中創造了世界排名第二的職業生涯新高。

## 主要比賽成績

### 奧運會和世錦賽參賽紀錄
|          | 搭檔                | 2004 |
| -------- | ------------------- | ---- |
| 男子雙打 | 帕拉摩·提拉維瓦塔納 | 16強 |